# Mahovci
Mahovci – miejscowość w Słowenii w gminie Apače.